# خبرگزاری بین‌المللی تصویری ایران‌پرس
خبرگزاری ایران پرس (انگلیسی : iranpress ) خبرگزاری تصویری بخش برون مرزی صدا و سیمای جمهوری اسلامی ایران است ، که اخبار ایران و جهان را به چهار زبان انگلیسی ، فرانسوی ، عربی و فارسی پوشش می دهد.  این خبرگزاری تصاویر زنده از ایران و سایر نقاط جهان را از طریق شبکه 24 ساعته ماهواره ای برای مخاطبان خارج از ایران پخش می کند. 

## تاریخ
این خبرگزاری از اول مهر 1396  با حکم‌پیمان جبلی معاون برون مرزی صدا و سیما به ریاست عباس محمدنژاد به طور آزمایشی شروع بکار کرد و در مورخه 27 فروردین 1398 با حضور رئیس رسانه ملی افتتاح رسمی شد.
ایران پرس هم اکنون از طریق فید ماهواره ای 24 ساعته تصاویر زنده از ایران و سایر نقاط جهان را برای مخاطبان و مشتریان خارج از کشور پخش می کند.
این خبرگزاری بین المللی تصویری علاوه بر گروه های متعدد پشتیبانی تولید، برای تامین تصاویر زنده و تولیدی، دارای تحریریه تولید خبر است که دبیران و خبرنگاران حوزه های مختلف در آنها فعال هستند. 
تصاویر خبری که عمدتاً به صورت زنده دریافت می شود؛ بلافاصله در تحریریه خبر به زبان انگلیسی و عربی ترجمه و با آخرین تصاویر منتشر می شود.   
هم اکنون 35 خبرنگار آنلاین در سراسر ایران با ایران پرس همکاری دارند و آخرین اخبار اقصی نقاط ایران در حوزه های مختلف خبری را به انضمام تصاویر مناسب از جمله آلبوم عکس یا ویدیو برای خبرگزاری ارسال می‌کنند که در صفحات ویژه سایت ایران پرس مشاهده می شود. 

## لینک های خارجی
- وب سایت رسمی